# Gayennoides losvilos
Gayennoides losvilos är en spindelart som beskrevs av Ramírez 2003. Gayennoides losvilos ingår i släktet Gayennoides och familjen spökspindlar. Inga underarter finns listade i Catalogue of Life.